# Els maleïts
Els maleïts (títol en anglès, The Damned; en italià, I dannati) és una pel·lícula dramàtica del 2024 escrita i dirigida per Roberto Minervini. Ambientada el 1862 amb el teló de fons de la Guerra Civil dels Estats Units, la pel·lícula segueix un grup de soldats voluntaris de la Unió. S'ha subtitulat al català.
La pel·lícula es va estrenar mundialment el 16 de maig de 2024 a la secció Un certain regard del Festival de Cinema de Canes, on va guanyar el premi al millor director.